# فري فاير ماكس

## أسلوب اللعب
تعتمد لعبة فري فاير ماكس نفس طريقة اللعب في فري فاير: توجد عصا التحكم الافتراضي في الجانب الأيسر من الشاشة والتي تستعمل من أجل التحكم في الشخصية. بينما يوجد على اليمين مفاتيح تسمح للاعب بإطلاق النار، تذخير السلاح، والإنحناء، الميل إلى أحد الجوانب أو القفز. كلما وجد سلاحا ما، صندوقا، مركبة، أو أي شيء آخر، فإنه سيكون بإمكانه التفاعل معها من خلال النقر على الزر المنبثق. يوجد في الجانب العلوي الأيمن من الشاشة لائحة الجرد، والتي تسمح للاعب باختيار السلاح الذي ترغب في استعماله. بالإضافة إلى ذلك، فإنك يوجد خريطة في الجزء العلوي الأيسر.
وعند الدخول اللعبة تتواجد عدة أطوار وأهمها:
- الوضع الكلاسيكي (classic) ووضع التصنيف (Ranked): بعد اختيار أحد الوضعين وتحديد الوضع الذي يريد ان يلعب به اللاعب (وحيد، مجموعة، ثنائي ) ينزل على ساحة الانتظار لمدة 45 ثانية يجد اللاعب نفسه في طائرة مع خمسين لاعب ثم ينزل من الطائرة وعليه البحث عن الأسلحة والموارد اللازمة ويعترض أثناء ذلك خصوم عليه قتلهم لضمان البقاء على قيد الحياة وكما يحاول الذهاب لدائرة الحماية للاحتماء من المنطقة الخطرة. في النهاية يتواجه اللاعب مع آخر شخص معه في الخريطة (بيرمودا أو كالاهاري أو بيرغاتوري أو برمودا تصميم الجديد) وآخر شخص أو ثنائي أو مجموعة تبقى تكون الفائزة(على الاقل واحد من الفريق).

- كلاش سكواد (Clash Squad): بعد اختيار هذا المود يتم تحويل اللاعب مباشرة إلى حلبة قتال مصغرة بين فريقين من أربع لاعبين ويمر القتال من سبع جولات والرابح من يفوز أولا بأربع جولات، وهو يتكون من طورين: كلاش سكواد وكلاش سكواد-المصنف الذي أضيف حديثا في فبراير 2020.[2]

## التغييرات والإضافات
تتميز هذه النسخة بإضافات جديدة مثل فيديو قصير يظهر عن الدخول للعبة، وكذلك القدرة على عرض الأسلحة والسيارة وجدار جلو في واجهة اللوبي، وهنالك تغيير في حركة ركض ومشي اللاعب وطريقة إمساك الأسلحة (المنجل، الكاتانا، ميني شوتقن...) عند الركض، ولون المنطقة الآمنة والمعروف ب«الزون» يظهر بالأزرق بذل الأبيض، هناك أيضا تأثير خاص في الضرب على الجدران، والمبلاسب الخاصة بالمبتدئ باللون الأسود بذل الأبيض وخريطة برمودا ماكس التي تختلف على برمودا من ناحية تصميم وجودة جميع المناطق المتواجدة.

## وصلات خارجية
- رابط تحميل فري فاير ماكس من جوجل بلاي
- رابط تحميل فري فاير ماكس من أب ستور